# Mark Bonham Carter, Baron Bonham-Carter
Mark Bonham Carter, Baron Bonham-Carter (* 11. Februar 1922; † 4. September 1994 in Bussento) war ein englischer liberaler Politiker und Publizist.
Sein Vater war Maurice Bonham Carter und seine Mutter Violet Asquith, die Tochter des britischen Premierministers Herbert Henry Asquith. Vor dem Ausbruch des Zweiten Weltkrieges begann Mark Bonham Carter ein Studium am Balliol College in Oxford. Er unterbrach sein Studium um während des Krieges als Soldat in den Grenadier Guards zu dienen. Er geriet in italienische Kriegsgefangenschaft aus der ihm aber die Flucht gelang. 1945 nahm er sein Studium wieder auf, nur um im gleichen Jahr für die damalige Liberal Party als Kandidat bei den Parlamentswahlen in Barnstaple anzutreten. Er wurde nicht gewählt und beendete sein Studium, um anschließend für den Verlag William Collins & Sons zu arbeiten. 1958 trat er im damaligen Wahlkreis Torrington in Devon für eine Nachwahl zum britischen Unterhaus an. In einem für sicher für die Konservative Partei geltenden Wahlkreis gelang es ihm überraschend eine Mehrheit zu erringen. Bei der allgemeinen Parlamentswahl im nächsten Jahr verlor er seinen Sitz im Parlament allerdings wieder.
Mark Bonham Carter arbeitete weiterhin für den Collins Verlag und er war von 1958 bis 1982  auch ein Direktor des Royal Opera House in London sowie von 1960 bis 1994 ein „Governeur“ des Royal Ballet. Von 1966 bis 1971 war er Vorsitzender des Race Relations Board und von 1971 bis 1977 der Nachfolgeorganisation der Community Relations Commission. Von 1975 bis 1980 war er ein stellvertretender Vorsitzender der BBC. Margaret Thatcher soll dabei verhindert haben, dass er der Vorsitzende der BBC wurde, genauso wie sie verhindert haben soll, dass er bereits vor 1986 als Baron Bonham-Carter, of Yarnbury in the County of Wiltshire, als Life Peer in das britische Oberhaus aufgenommen wurde. Mark Bonham Carter war dort der Sprecher der Liberalen für Außenpolitik.
Mark Bonham Carter hatte eine Stieftochter, sowie drei leibliche Töchter, von denen eine die Politikerin Jane Bonham Carter ist. Die Schauspielerin Helena Bonham Carter ist seine Nichte.